# Avila Beach
Avilla Beach es un lugar designado por el censo ubicado en el condado de San Luis Obispo en el estado estadounidense de California. En el año 2010 tenía una población de 1,627 habitantes.

## Geografía

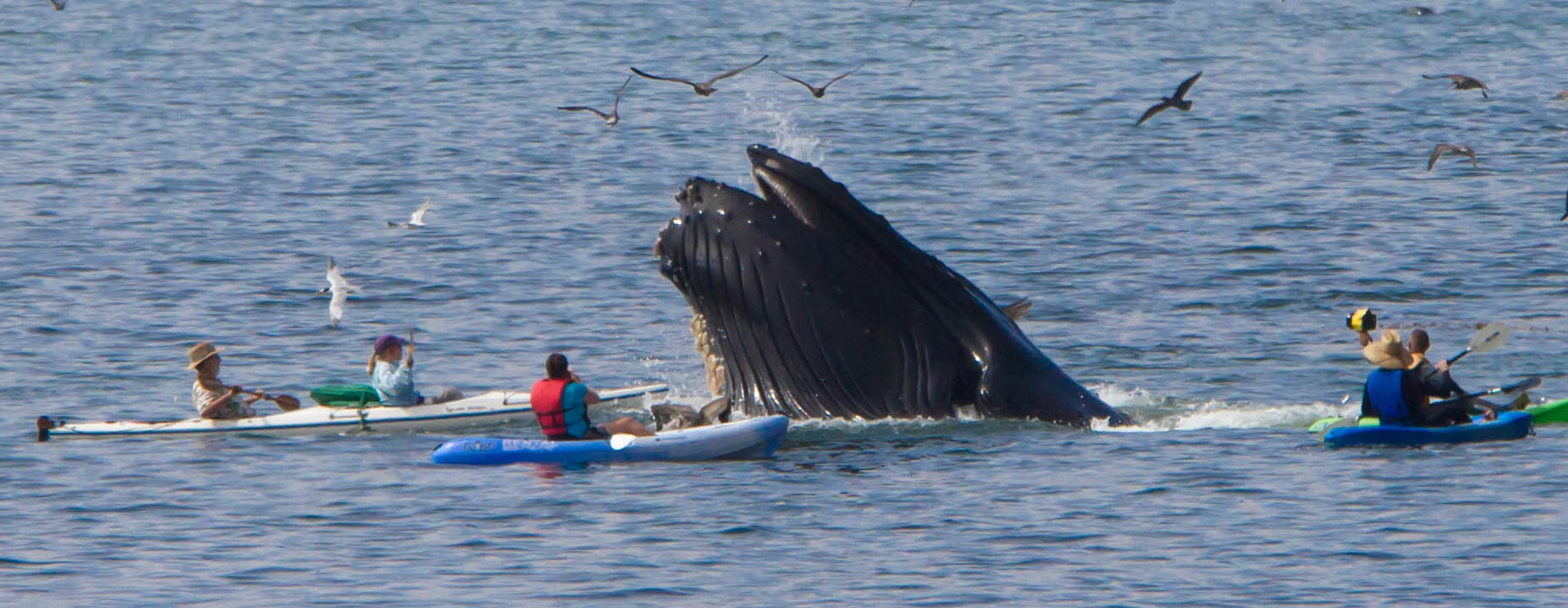
Las ballenas jorobadas se están convirtiendo en características del turismo local.

Avilla Beach se encuentra ubicado en las coordenadas 35°10′44″N 120°43′55″O / 35.17889, -120.73194.